# XXIV століття до н. е.

## Події

### Стародавній Єгипет
- правління V і VI династії фараонів;